# Les Costes
Les Costes korábbi község (település) Franciaországban, Hautes-Alpes megyében. Lakosainak száma 178 fő (2015). Les Costes Chauffayer, La Motte-en-Champsaur, Saint-Eusèbe-en-Champsaur és Saint-Jacques-en-Valgodemard községekkel határos.
2018. január 1-jén Chauffayer és Saint-Eusèbe-en-Champsaur községgel egyesült és Aubessagne új község része lett.

## Népesség
A település népességének változása:
| Lakosok száma | 167  | 144  | 123  | 138  | 140  | 142  | 161  | 171  | 178  |
|               | 1968 | 1975 | 1982 | 1990 | 1999 | 2006 | 2011 | 2013 | 2015 |